# جنة الفقراء (فلم)
جنة الفقراء فلم مغربي سينمائي من إنتاج سنة 2001 وهو أول تجربة سينمائية لمخرجته إيمان المصباحي و بطولة محمد الدرهم و باقي أعضاء المجموعة الغنائية جيل جلالة, الفيلم فشل في عرضه السينمائي بسبب سوء توزيعه على القاعات السينمائية واختيار وقت غير مناسب لعرضه, و هو يحكي عن مجموعة من الأصدقاء يحبون الموسيقى, فيقررون الهجرة لفرنسا , لكنهم يصطدمون بالواقع العنصري الذي يرفض وجودهم فتنتهي حياتهم هناك بمأساة اغتيال أحد الأصدقاء .